# Paule Marshall
Paule Marshall (Nueva York, 9 de abril de 1929 – Richmond, 12 de agosto de 2019) fue una escritora estadounidense, reconocida por su primera novela El río riachuelo, de 1959. En 1992, a la edad de 63 años, Marshall recibió una beca MacArthur.

## Trayectoria
Marshall nació Valenza Pauline Burke en Brooklyn, Nueva York, de Adriana Viola Clement Burke y Sam Burke el 9 de abril de 1929. Su padre había emigrado de la isla caribeña de Barbados a Nueva York en 1919 y, durante su infancia, abandonó la familia para unirse a un culto cuasi religioso, dejando que su esposa criara a sus hijos sola. Marshall escribió sobre cómo se inspiró su carrera observando la relación de su madre con el idioma: "Sirvió como terapia, la más barata disponible para mi madre y sus amigos. Les devolvió el sentido de sí mismos y reafirmó su autoestima. A través del lenguaje fueron capaces de superar las humillaciones de la jornada laboral. Enfrentados a un mundo que no podían abarcar, se refugiaron en el lenguaje". Apasionada por el poeta Paul Laurence Dunbar, Marshall cambió su nombre de Pauline a Paule (con una e muda) cuando tenía 12 o 13 años.
Asistió a la Escuela Secundaria de Niñas en Bedstuy y posteriormente se matriculó en el Hunter College de la Universidad de la Ciudad de Nueva York, con el objetivo de convertirse en trabajadora social. Se puso enferma durante la universidad y se tomó un año sabático, durante el que decidió estudiar Literatura Inglesa, y obtuvo su licenciatura en Brooklyn College en 1953 y su Master en Hunter College en 1955. Después de graduarse de la universidad, Marshall escribió para Our World, la aclamada revista de distribución nacional editada para lectores afroestadounidenses, a la que atribuyó haber enseñado su disciplina de escritura y, finalmente, haberla ayudado a escribir su primera novela, Brown Girl, Brownstones. En 1950, se casó con el psicólogo Kenneth Marshall; se divorciaron en 1963. En la década de 1970, se casó con Nourry Menard, un hombre de negocios haitiano.
Al principio de su carrera, escribió poesía, pero más tarde volvió a la prosa, y su primera novela se publicó en 1959. Brown Girl, Brownstones cuenta la historia de Selina Boyce, una niña que crece en una pequeña comunidad de inmigrantes negros. Selina está atrapada entre su madre, que quiere ajustarse a los ideales de su nuevo hogar y hacer realidad el sueño americano, y su padre, que anhela regresar a Barbados. Los temas dominantes en la novela (viaje, migración, fractura psíquica y lucha por la integridad) son también elementos estructurales importantes en sus obras posteriores.
Recibió una beca Guggenheim en 1961 y, en el mismo año, publicó Soul Clap Hands and Sing, una colección de cuatro novelas por la que consiguió el Premio de la Academia Estadounidense de las Artes y las Letras. En 1965, fue elegida por Langston Hughes para acompañarlo en una gira mundial patrocinada por el Departamento de Estado, en la que ambos leyeron su obra, lo que dio un gran impulso a su carrera. Posteriormente, publicó las novelas The Chosen Place, the Timeless People (1969), que la revista The New York Times Book Review calificó de "una de las cuatro o cinco novelas más impresionantes jamás escritas por un estadounidense de raza negra", y Praisesong for the Widow (1983), esta última ganadora del American Book Award de la Before Columbus Foundation en 1984.
Marshall enseñó en la Universidad de la Mancomunidad de Virginia, en la Universidad de California en Berkeley, en el Programa en Escritura Creativa de la Universidad de Iowa y en la Universidad Yale, antes de ocupar la cátedra Helen Gould Sheppard de Literatura y Cultura en la Universidad de Nueva York. Vivía en Richmond, Virginia.

## Reconocimientos
En 1993, recibió un título honorífico del Bates College. Consiguió una beca MacArthur y fue ganadora del Premio Dos Passos de Literatura. Fue designada como León Literario por la Biblioteca Pública de Nueva York en 1994. También fue admitida en el Celebrity Path del Jardín Botánico de Brooklyn en 2001. 
En 2010, Marshall ganó el premio Lifetime Achievement Award de los premios Anisfield-Wolf Book Awards. Sus memorias, Triangular Road, fueron publicadas en 2009. Murió en Richmond, Virginia, el 12 de agosto de 2019, después de haber tenido demencia en sus últimos años.

## Obra
- Brown Girl, Brownstones (Random House, 1959; The Feminist Press, 1981)
- Soul Clap Hands and Sing (four short novels; Atheneum, 1961)
- The Chosen Place, the Timeless People (Harcourt, 1969)
- Reena and Other Stories (The Feminist Press at CUNY, 1983)
- Praisesong for the Widow (Putnam, 1983)
- Merle: A Novella, and Other Stories (Virago Press, 1985)
- Daughters (Atheneum, 1991)
- The Fisher King: A Novel (2001)
- Triangular Road: A Memoir (Basic Civitas Books, 2009)